# Kenrich Williams
Kenrich Lo Williams, född 2 december 1994 i Waco i Texas, är en amerikansk professionell basketspelare (SG/SF) som spelar för Oklahoma City Thunder i National Basketball Association (NBA). Han har tidigare spelat för New Orleans Pelicans.
Williams blev aldrig NBA-draftad.
Innan han blev proffs studerade Williams vid Texas Christian University och spelade för deras idrottsförening TCU Horned Frogs.